# Amauris tenebrosa
Amauris tenebrosa är en fjärilsart som beskrevs av Stoneham 1958. Amauris tenebrosa ingår i släktet Amauris och familjen praktfjärilar. Inga underarter finns listade i Catalogue of Life.